# Juegos del Pacífico Sur 1969
Los Juegos del Pacífico Sur 1969 fueron la tercera edición del mayor evento multideportivo de Oceanía. Se llevaron a cabo en Puerto Moresby, Papúa Nueva Guinea y contaron con la participación de 12 estados oceánicos.
Como Papúa Nueva Guinea estaba bajo control de Australia, el gobierno australiano organizó construcciones de estadios y mejoramientos de los ya establecidos, además, fue la primera edición de los Juegos del Pacífico Sur que contó con propaganda distribuida por todos los países participantes. Aun así, la organización papú fue puesta en duda en varias ocasiones previo al comienzo del evento.
Fue el primer certamen en el que todas las delegaciones lograron al menos una medalla.

## Participantes
12 estados, dos naciones menos que en Numea 1966, disputaron los Juegos:
| - Fiyi - Guam - Islas Salomón - Nauru - Nuevas Hébridas - Nueva Caledonia | - Papúa Nueva Guinea - Polinesia Francesa - Samoa Americana - Samoa Occidental - Tonga - Wallis y Futuna |

## Deportes
Aunque el número de deportes y la mayoría de estos es desconocido, sí se tienen registros de algunos:
| - Atletismo - Críquet - Fútbol (Detalles) - Golf | - Natación - Navegación a vela - Rugby - Tenis |

## Medallero
| Núm. | País               | Oro | Plata | Bronce | Total |
| ---- | ------------------ | --- | ----- | ------ | ----- |
| 1    | Nueva Caledonia    | 36  | 20    | 21     | 77    |
| 2    | Papúa Nueva Guinea | 23  | 23    | 18     | 64    |
| 3    | Fiyi               | 13  | 18    | 25     | 56    |
| 4    | Polinesia Francesa | 8   | 11    | 13     | 32    |
| 5    | Tonga              | 6   | 4     | 2      | 12    |
| 6    | Samoa Occidental   | 4   | 4     | 1      | 9     |
| 7    | Wallis y Futuna    | 1   | 5     | 1      | 7     |
| 8    | Nuevas Hébridas    | 1   | 4     | 2      | 7     |
| 9    | Guam               | 1   | 3     | 2      | 6     |
| 10   | Nauru              | 1   | 2     | 4      | 7     |
| 11   | Samoa Americana    | 1   | 0     | 5      | 6     |
| 12   | Islas Salomón      | 0   | 2     | 1      | 3     |